# ベーキング
ベーキング（Baking）とは、ベイク（Bake、焼き固める・乾かす）を語源とした英語。
1. 加熱処理
2. オーブンで調理すること

本節では、1に関連する処理を記載する。

## 金属に対する加熱処理
腐食、溶接、酸洗浄、電気メッキなどの過程で金属中に吸収された水素により強度が低下する水素脆化（ぜいか）現象への対策として、金属を加熱処理して水素を除去する工程をベーキングという。

## 真空装置の脱ガス
真空装置の真空チャンバー内壁には、様々な不純物が吸着する。それらは高真空へ排気する過程で放出ガスとして真空チャンバー内へと放出され十分な高真空を得ることが出来ない。そのため、真空チャンバー外壁にテープ状またはワイヤ状のヒータを巻いて、チャンバー全体を熱し、ガスを事前に放出することをベーキングと言う。真空ポンプで引きながらベーキングを行うことにより、チャンバー内の残留不純物（特にチャンバーオープン後は水が多い）が真空チャンバーへ放出され真空ポンプに排気されることにより、その後の真空チャンバー内を高真空にすることが出来る。
真空チャンバーの不純物などが製造プロセスでの歩留まりに影響しやすい集積回路の製造工程である半導体プロセスに使用される真空装置や、超高真空を得る必要がある真空装置などで多く実施される。
半導体製造装置の写真を見ると、大抵はアルミニウムホイルでぐるぐる巻きにしてあるが、それはベーキングの際に熱にムラが出来ないように巻いてあるものである。

## 鉛冷却原子炉のベーキング
鉛ビスマスを冷却材とした原子炉では、冷却材が中性子捕獲してポロニウム210となり、PbPo（ポロニウム化鉛）の形で原子炉内に付着してアルファ線 を放出し、メンテナンスを困難にする。そのため、原子炉メンテナンスに先立ち、原子炉を真空チャンバーにして0.4Paまで減圧し500度に加熱して、ポロニウム化鉛を蒸発させて原子炉内から除去する。
鉛ビスマスを使うことで、高速増殖炉では中性子を減速せず、効率的にウラン238をプルトニウム239に核種変換したり、マイナーアクチノイド（ネプツニウム・アメリシウムなど半減期が長く、熱中性子の衝突では分裂しにくい「超長半減期の核のゴミ」）を核分裂させて、短半減期のセシウム等の核分裂生成物に変換しつつ核熱を発生させることができる。また、加速器駆動未臨界炉では 加速した陽子を鉛原子/ビスマス原子に衝突させて核破砕反応で高速中性子を発生させて、未臨界のマイナーアクチノイド燃料や高次プルトニウム燃料を高速中性子で核分裂させ、短半減期の核分裂生成物に変換しつつ核熱を発生させることが出来る。（所謂「核のゴミ焼却発電」。尚、タングステンを破砕ターゲットにして、陽子を衝突させる方法もあるが、冷却材とターゲットが同一のほうが冷却効率が高い。）また、水やガスより熱伝導率がよく冷却能力が高く、高圧を掛けなくても沸点が高いために、熱効率を向上できる。

## 人工衛星などの宇宙機
人工衛星などの宇宙機に分子状コンタミネーション（有機物の汚染物）が付着すると、光学機器の透過率低下、放射板の太陽光吸収率増大、太陽電池パネルの電力発生率低下など様々な悪影響を及ぼす。宇宙空間においては、宇宙機自身が分子状コンタミネーションの発生源となるため、蒸発・再付着を避けるために打ち上げ前、正確には熱真空試験開始前に宇宙機自身にテープヒータを貼って伝熱加熱するか、ヒータパネルによる輻射加熱を行う。
宇宙機のベーキングは真空チャンバ内に入れて加熱する方法が最適であるが、コストや開発工程などの理由で大気圧下で加熱する場合もある。